# 세인트로렌스강
세인트로렌스강(영어: Saint Lawrence River) 또는 생로랑강(프랑스어: fleuve Saint-Laurent)은 북아메리카의 강으로 오대호와 대서양을 잇는다. 캐나다의 온타리오주와 퀘벡주, 미국의 뉴욕주 사이의 국경을 지나간다. 온타리오호에서 1,197 km를 더 흘러 세인트로렌스만으로 흘러간다. 수원을 더 거슬러 올라가면 메사비산맥의 노스강에 이르며, 총 연장은 3,058 km가 된다.

## 지리
오대호의 온타리오호에서 시작하여 미국과 캐나다의 국경지대를 따라 대서양으로 흐르는 강이다. 세인트로렌스강은 오대호 전체의 물이 흐르는 수로로 후빙기 이후 빙하의 쇠퇴와 함께 7,000년 전부터 5대호 분지 지역의 지반 융기의 결과로 흐르기 시작한 젊은 강이다. 유역분지의 넓은 평야는 강이 흐르기 전 얕은 바다 밑에서 형성되었다. 해발 75 m의 온타리오 호에서부터 184 km까지의 상류는 폭이 넓으며 미국과 캐나다의 국경이 된다. 이후 좁은 수로를 따라 몇 개의 급류를 지나면서 몬트리올로 향하게 되는데 여기서부터 다시 강폭이 넓어진다. 몬트리올을 지나 퀘벡에 도달하면 여기부터 하구의 삼각강이 시작되고 세인트로렌스 만에서 대서양과 만나게 된다. 20세기 공학기술의 발달로 세인트로렌스강은 주요 수운 교통의 길목이 되었다.

## 명칭
세인트로렌스강은 오대호를 비롯한 여러 호수를 지나며, 각 부분마다 다른 이름으로 불린다. 수원으로부터 강 하구까지의 이름은 다음과 같다.
- 노스강
- 세인트루이스강
- 슈피리어호
- 세인트메리스강
- 휴런호
- 세인트클레어강
- 세인트클레어호
- 디트로이트강
- 이리호
- 나이아가라강
- 온타리오호
- 세인트로렌스강

## 같이 보기
- 세인트로렌스만
- 세인트로렌스 수로